# Veldhuizen (Drenthe)
Pour les articles homonymes, voir Veldhuizen.
Veldhuizen est un hameau situé dans la commune néerlandaise de Westerveld, dans la province de Drenthe.